# Ernst Dathe (Fußballspieler)
Ernst Dathe (* 31. Januar 1891) war ein deutscher Fußballspieler.

## Karriere
Dathe gehörte der SpVgg 1899 Leipzig-Lindenau von 1906 bis 1925 als Stürmer an.
In der Endrunde um die Deutsche Meisterschaft, in der seine Mannschaft infolge der regionalen Titelgewinne viermal vertreten war, kam er erstmals in der Saison 1911/12 zum Einsatz und bestritt das mit 3:2 gewonnene Viertelfinale gegen den ATV Liegnitz, gegen den er zum 1:0 in der 28. und zum 3:1 in der 69. Minute seine ersten beiden Tore erzielte, sowie das mit 1:3 verlorene Halbfinale gegen den Karlsruher FV. Am 3. Mai 1914 verlor er mit seiner Mannschaft die Begegnung mit der SpVgg Fürth mit 1:2 und am 21. Mai 1922 die mit dem 1. FC Nürnberg mit 0:3 jeweils im Viertelfinale. Seine letzten beiden Endrundenspiele um die Deutsche Meisterschaft bestritt er am 11. und 25. Mai 1924 beim 6:1-Viertelfinalsieg über den VfB Königsberg und bei der 0:1-Halbfinalniederlage beim Hamburger SV.